# Sherilyn Fenn

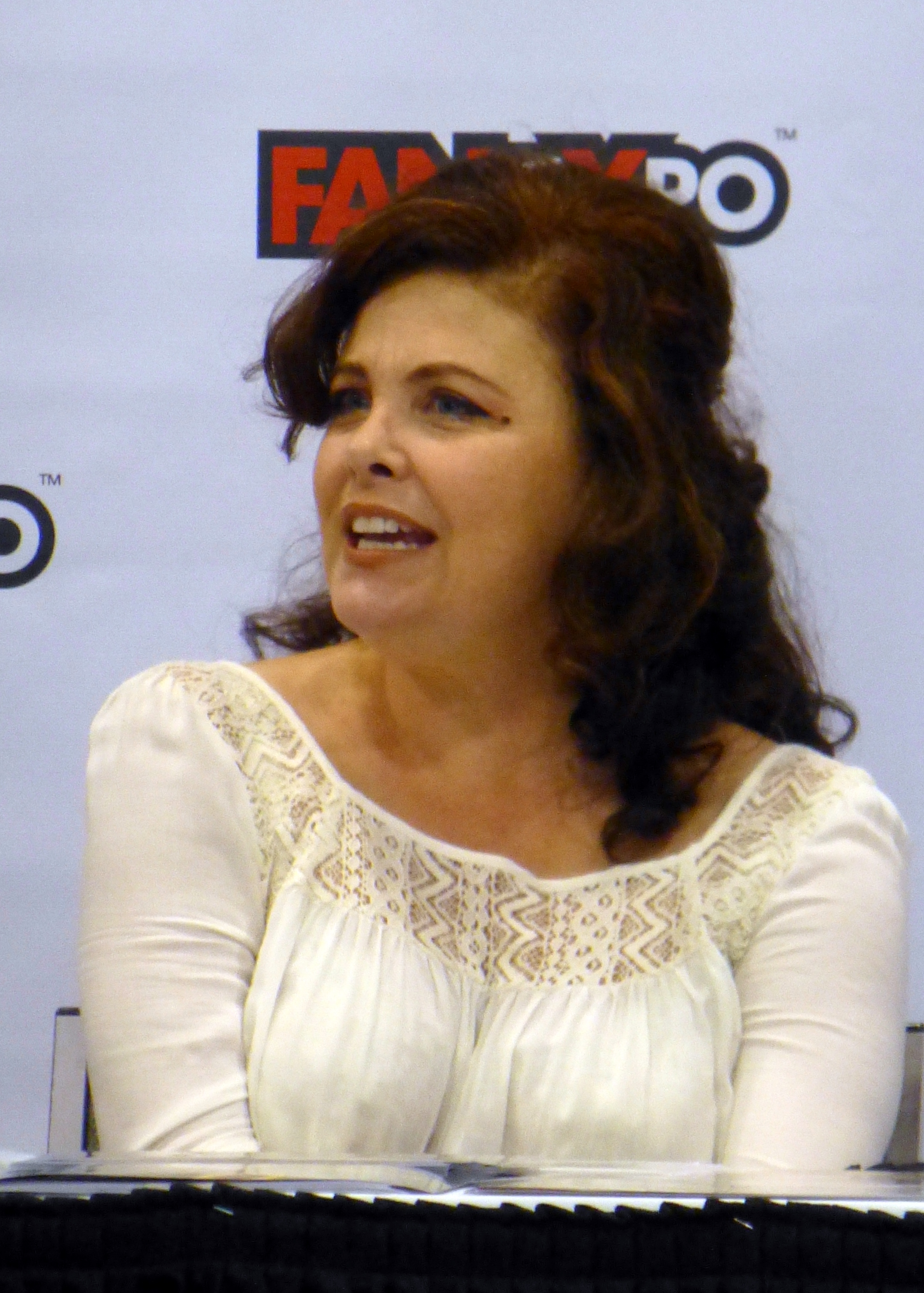
Sherilyn Fenn (2014)

Sherilyn Fenn (eigentlich Sheryl Ann Fenn; * 1. Februar 1965 in Detroit, Michigan) ist eine US-amerikanische Schauspielerin.

## Leben
Sherilyn Fenn ist das jüngste Kind (nach zwei älteren Brüdern) von Arlene Quatro, der Schwester der Musikerin Suzi Quatro, die 1968 die Band ihrer Schwestern verließ, um ihre Kinder aufzuziehen. Im Alter von 17 Jahren zog Sherilyn Fenn mit ihrer Mutter nach Los Angeles, wo sie am Lee Strasberg Theatre and Film Institute Schauspiel studierte.
Ihre Filmkarriere begann unspektakulär mit einigen B-Movies, darunter Interceptor (1986), Zombie High (1987) und Two Moon Junction (1988). In dem Film Als Junge ist sie spitze (OT: Just One of the Guys; 1985) spielte sie eine kleine Nebenrolle. Bekannt wurde Sherilyn Fenn, als David Lynch ihr 1989 die feste Rolle der heißblütigen Audrey Horne in seiner Fernsehserie Twin Peaks gab. Fenn wurde für diese Rolle für den Golden Globe und den Emmy als beste Nebendarstellerin in einer Fernsehserie nominiert. In Lynchs Film Wild at Heart – Die Geschichte von Sailor und Lula (1990) hatte sie ebenfalls einen kurzen Auftritt als eine in einen Autounfall verwickelte Frau. 1992 spielte sie in der Steinbeck-Verfilmung Von Mäusen und Menschen (Regie: Gary Sinise) mit.
Ihre nächste Rolle war dann die Titelrolle in dem sehr schlecht aufgenommenen Film Boxing Helena, bei dem David Lynchs Tochter Jennifer Lynch Regie führte. Kim Basinger hatte diese Rolle zuvor trotz einer ursprünglichen Zusage abgelehnt, und auch Sherilyn Fenns Karriere war der Film nicht förderlich. Sie arbeitet nach wie vor kontinuierlich, spielte seitdem aber hauptsächlich in Fernsehproduktionen mit. Einen Erfolg konnte sie mit der Hauptrolle in der Fernsehserie Rude Awakening – Nur für Erwachsene! (OT: Rude Awakening; 1998–2001) erzielen.
Von 2006 bis 2007 war sie in einer Nebenrolle als Anna Nardini in der Fernsehserie Gilmore Girls zu sehen, nachdem sie 2003 bereits in einer anderen Rolle in der Serie erschienen war. 2005 übernahm sie die Hauptrolle im Thriller Traue keinem Fremden. 2014 spielte sie die wiederkehrende Rolle der Donna Cochran in der Fernsehserie Ray Donovan. Ebenfalls in einer dauerhaften Gastrolle war sie 2016 in Shameless zu sehen. 2017 trat sie in der Fortsetzung der Serie Twin Peaks erneut als Audrey Horne auf. Ihr Schaffen umfasst mehr als 120 Produktionen.
Sherilyn Fenn war von 1994 (4. Dezember) bis 1997 mit Toulouse Holliday verheiratet, mit dem sie einen Sohn (Myles, geboren 1993) hat. Unmittelbar nach ihrem Erfolg in Twin Peaks war sie im Dezember 1990 auf der Titelseite des US-amerikanischen Playboy zu sehen. 1991 wurde sie von der Zeitschrift People in die Liste der 50 schönsten Menschen weltweit aufgenommen.

## Filmografie (Auswahl)

### Filme
- 1984: Wild Life
- 1984: Tod eines Teenagers (Silence of the Heart, Fernsehfilm)
- 1985: Lass mich mal ran! – Als Junge ist sie spitze (Just One of the Guys)
- 1985: Out of Control
- 1986: Trashin’ – Krieg der Kids (Thrashin)
- 1986: Interceptor (The Wraith)
- 1987: Zombie High
- 1988: Two Moon Junction
- 1989: Crime Zone
- 1989: True Blood
- 1990: Wild at Heart – Die Geschichte von Sailor und Lula (Wild at Heart)
- 1990: Der Kuss der Bestie (Meridian: Kiss of the Beast)
- 1990: Im Dschungel der Unterwelt (Backstreet Dreams)
- 1991: Dillinger – Staatsfeind Nr. 1 (Dillinger, Fernsehfilm)
- 1991: Sunset Motel
- 1991: Keiner kommt hier lebend raus (Diary of a Hitman)
- 1992: Jack Ruby – Im Netz der Mafia (Ruby)
- 1992: Von Mäusen und Menschen (Of Mice and Men)
- 1993: Boxing Helena
- 1993: Crazy Instinct – Allein unter Idioten (Fatal Instinct)
- 1993: Drei von ganzem Herzen (Three of Hearts)
- 1994: Spring Awakening (Fernsehfilm)
- 1995: Slave of Dreams (Fernsehfilm)
- 1996: Blutige Macht – So wahr uns Mord helfe (A Season in Purgatory, Fernsehfilm)
- 1996: Assassination File: Operation Laskey (The Assassination File, Fernsehfilm)
- 1997: Just Write – Alles aus Liebe (Just Write)
- 1997: Lovelife
- 1997: Der Psycho-Pate (The Don’s Analyst, Fernsehfilm)
- 1997: The Shadow Men
- 1998: Ein endloser Albtraum (Nightmare Street, Fernsehfilm)
- 1998: Outside Ozona
- 1998: Love American Style (Fernsehfilm)
- 1999: Mörderisches Geheimnis (Darkness Falls)
- 2000: Cement
- 2001: Off Season (Fernsehfilm)
- 2002: Swindle ($windle)
- 2002: Dog Detectives – Helden auf vier Pfoten (Scent of Danger, Fernsehfilm)
- 2003: State of Mind (The United States of Leland)
- 2003: Nightwaves (Fernsehfilm)
- 2003: Dream Warrior
- 2004: Cavedweller
- 2004: Rockstars Forever (Pop Rocks, Fernsehfilm)
- 2004: Mr. Ed (Fernsehfilm)
- 2005: Officer Down (Fernsehfilm)
- 2005: Traue keinem Fremden (Deadly Isolation, Fernsehfilm)
- 2006: Whitepaddy
- 2006: Presumed Dead (Fernsehfilm)
- 2006: Novel Romance
- 2007: Ein Duke kommt selten allein – Wie alles begann (The Dukes of Hazzard: The Beginning, Fernsehfilm)
- 2007: Treasure Raiders
- 2007: Lesser of Three Evils
- 2009: The Scenesters
- 2012: Bigfoot – Die Legende lebt! (Bigfoot, Fernsehfilm)
- 2013: Raze – Fight or Die (Raze)
- 2014: The Brittany Murphy Story (Fernsehfilm)
- 2015: Maneater – Der Tod aus der Kälte (Unnatural)
- 2016: Casa Vita (Fernsehfilm)
- 2017: Fatal Defense (Fernsehfilm)
- 2017: Wish Upon
- 2018: Losing Addison
- 2020: Immortalist
- 2024: Upon Waking
- 2024: Death of the Sheik

### Serien
- 1985: Cheers (Folge 4x04)
- 1986: Heart of the City (Folge 1x09)
- 1987: 21 Jump Street – Tatort Klassenzimmer (21 Jump Street, Folge 1x09: Mordauftrag)
- 1988: Junge Schicksale (ABC Afterschool Specials, Folge 17x02)
- 1989: TV 101 (2 Folgen)
- 1990–1991, 2017: Twin Peaks (32 Folgen)
- 1995: Geschichten aus der Gruft (Tales from the Crypt, Folge 6x15)
- 1995: Liz Taylor Story (Miniserie)
- 1997: Friends (Folge 3x14: Geld oder Freundschaft)
- 1998: Amor – Mitten ins Herz (Cupid, Folge 1x07)
- 1998–2001: Rude Awakening – Nur für Erwachsene! (Rude Awakening, 55 Folgen)
- 2001: Outer Limits – Die unbekannte Dimension (The Outer Limits, Folge 7x07)
- 2002: Watching Ellie (2 Folgen)
- 2002: Dawson’s Creek (Folgen 5x20–5x22)
- 2002: Law & Order: Special Victims Unit (Folge 4x02)
- 2003–2004: Boston Public (4 Folgen)
- 2003, 2006–2007: Gilmore Girls (9 Folgen)
- 2004: Navy CIS (NCIS, Folge 1x10: Lebendig begraben)
- 2005: Für alle Fälle Amy (Judging Amy, Folge 6x22)
- 2005: 4400 – Die Rückkehrer (The 4400, Folge 2x08: Todesengel)
- 2006: CSI: Miami (Folge 4x22: Mörder auf Kreuzfahrt)
- 2008: Dr. House (House, Folge 5x11: Ihr Kinderlein kommet)
- 2009: In Plain Sight – In der Schusslinie (In Plain Sight, Folge 2x13)
- 2010: Psych (Folge 5x12: Das Geheimnis von Dual Spires)
- 2013: Magic City (4 Folgen)
- 2014: CSI: Vegas (Folge 14x15: Der traurige Tod von Huren)
- 2014: Ray Donovan (8 Folgen)
- 2016: Shameless (5 Folgen)
- 2016: Major Crimes (Folge 5x08)
- 2016: Criminal Minds (Folge 12x03)
- 2017: Confess (7 Folgen)
- 2017–2021: S.W.A.T. (9 Folgen)
- 2018: Titans (Folge 1x01)
- 2019: Goliath (4 Folgen)
- 2022–2023: Shining Vale (7 Folgen)